# Blaze Away
Albums de Morcheeba
Head Up High
(2013) Blackest Blue
(2021)
Blaze Away est le neuvième album studio de Morcheeba, sorti le 1er juin 2018.

## Liste des titres
| No  | Titre                                     | Durée |
| --- | ----------------------------------------- | ----- |
| 1.  | Never Undo                                | 3:45  |
| 2.  | Blaze Away (featuring Roots Manuva)       | 4:04  |
| 3.  | Love Dub                                  | 3:49  |
| 4.  | It's Summertime                           | 3:38  |
| 5.  | Sweet L.A.                                | 2:41  |
| 6.  | Paris sur Mer (featuring Benjamin Biolay) | 4:33  |
| 7.  | Find Another Way                          | 3:30  |
| 8.  | Set Your Sails                            | 3:27  |
| 9.  | Free of Debris                            | 1:03  |
| 10. | Mezcal Dream (featuring Amanda Zamolo)    | 4:45  |

### Chroniques
(janvier 2021).
- Didier Zacharie, « Morcheeba Blaze away » , sur lesoir.be, Le Soir, 21 juin 2018 (consulté le 18 avril 2020)
- Eric Debarnot, « Blaze Away : rien de neuf du côté de Morcheeba », sur Benzine, 21 août 2018 (consulté le 18 avril 2020)
- Christophe Segard, « Morcheeba signe un album éclectique, surprenant et plaisant avec ‘Blaze Away’ », sur Aficia, 4 juin 2018 (consulté le 18 avril 2020)
- Nils Arrec, « Blaze Away : Nouvel album de Morcheeba », sur unidivers.fr (consulté le 18 avril 2020)
- Stéphane Bernault, « Morcheeba revient sur les ondes avec l’excellent « Blaze Away » », sur Hey-Alex.fr, 27 avril 2018 (consulté le 18 avril 2020)